# Episodi di Curon
La prima stagione completa della serie televisiva Curon, composta da sette episodi, è uscita sul servizio di streaming on demand Netflix il 10 giugno 2020.
| n° | Titolo               | Pubblicazione  |
| -- | -------------------- | -------------- |
| 1  | Il lago nero         | 10 giugno 2020 |
| 2  | Il giorno successivo | 10 giugno 2020 |
| 3  | L'assassino          | 10 giugno 2020 |
| 4  | I padri              | 10 giugno 2020 |
| 5  | La maledizione       | 10 giugno 2020 |
| 6  | I lupi               | 10 giugno 2020 |
| 7  | Il labirinto         | 10 giugno 2020 |

## Il lago nero
- Diretto da: Fabio Mollo
- Scritto da: Ezio Abbate, Ivano Fachin, Giovanni Galassi, Tommaso Matano, Ilaria Castiglioni (soggetto); Ezio Abbate (sceneggiatura)

### Trama
Anna Raina, rimasta senza casa per sfuggire dagli abusi del compagno, è costretta a lasciare Milano con i due figli gemelli adolescenti Daria e Mauro per tornare a vivere - dopo 17 anni - insieme al padre, nel piccolo paese montano di Curon. Giunta all'albergo di famiglia, rivede il padre Thomas, che la accoglie con freddezza; nella notte è tormentata da un incubo riguardante la tragica morte di sua madre Lili; inoltre tutto il paese sembra essere ostile nei confronti della famiglia Raina, considerata "la feccia di Curon". Nonostante tutto Anna è decisa a restare e iscrive i due gemelli a scuola: lì fanno la conoscenza di alcuni ragazzi locali che li invitano ad una festa. Mauro se ne va e, ubriaco, prende di nascosto un pedalò per tentare di recuperare il suo drone, che era caduto nel lago per errore; la sorella invece rimane alla festa e partecipa a una sfida di binge drinking. Tra una bevuta e l'altra le viene raccontata la sinistra leggenda che aleggia sul campanile che emerge dal lago: sebbene privo di campane, si dice che alcuni possano sentirne i rintocchi, e che questi costituiscano un sicuro presagio di morte. Mauro cade in acqua, ma recupera il drone, mentre Daria, anche lei caduta nel lago per l'ubriachezza, prima ha la visione di un incontro con un lupo e poi si lascia andare ad un bacio saffico con una ragazza, Micki. Tornato da solo all'albergo, Mauro sente dei rumori provenire dalla soffitta, dove trova una donna imprigionata. Mauro crede di riconoscervi la madre Anna e pertanto la libera, ma lei aggredisce il ragazzo (che viene ritrovato svenuto dal nonno) e fugge.
- Durata: 50 minuti

## Il giorno successivo
- Diretto da: Fabio Mollo
- Scritto da: Ezio Abbate, Ivano Fachin, Giovanni Galassi, Tommaso Matano, Ilaria Castiglioni (soggetto); Giovanni Galassi (sceneggiatura)

### Trama
La mattina dopo la festa i gemelli scoprono che la madre non è in casa e non risponde al telefono. Il nonno Thomas, nel tentativo di tenere nascoste le stranezze, dice che Anna era uscita la mattina presto per fare una passeggiata in montagna, e attribuisce quanto visto da Mauro nella notte precedente a un'allucinazione dovuta all'ebbrezza, mostrando ai gemelli che la soffitta non contiene nulla di quanto visto da Mauro. In realtà a sgomberarla erano stati il nonno e un suo amico, che sono consapevoli sia accaduto qualcosa di grave e cercano Anna nei boschi, ma trovano solo il suo cellulare e la sua automobile finita fuori strada.
Lukas, timido compagno di classe deriso dagli amici e trascurato dal padre, è segretamente innamorato di Micki che invece lo considera solo un buon amico. A scuola, quest'ultima gli confida il bacio con Daria: divorato dalla gelosia e frustrato per essere continuamente ignorato, Lukas decide di vendicarsi spargendo la voce sull'omosessualità dell'amica. Micki, ormai infatuata di Daria, la invita a casa per pranzo, facendole conoscere meglio la famiglia Asper (il fratello Giulio, la madre Klara e e il padre Albert - guardia forestale, che da giovane era stato fidanzato con Anna).
Intanto Mauro ritorna a casa insieme a Lukas, che gli racconta il cupo passato della famiglia Raina e dell'hotel; più tardi sorprende Albert a frugare nella soffitta. In serata Lukas inizia a soffrire di un forte mal di testa, sente i fatali rintocchi del campanile e gli appare dinnanzi il suo doppelgänger: un ragazzo identico a lui, ma con un'indole spavalda e malvagia.
- Durata: 45 minuti

## L'assassino
- Diretto da: Fabio Mollo
- Scritto da: Ezio Abbate, Ivano Fachin, Giovanni Galassi, Tommaso Matano, Ilaria Castiglioni (soggetto); Ivano Fachin (sceneggiatura)

### Trama
I gemelli, allarmati dall'assenza di notizie sulla madre e ormai diffidenti delle rassicurazioni del nonno, prendono il suo fuoristrada e vanno nei boschi per cercarla. Dopo una lunga camminata, vedono una luce all'interno di un rifugio alpino disabitato, e all'esterno trovano un orecchino appartenente alla madre; tuttavia non riescono ad entrare all'interno per via dell'arrivo di Albert e del nonno, che si era rivolto alla guardia forestale per timore che potessero perdersi; questi li ammoniscono di non entrare mai nell'edificio e li riportano a casa. Intanto Lukas viene perseguitato dal suo doppelgänger, che dapprima lo spaventa e poi tenta di ucciderlo; il ragazzo prova a chiedere aiuto, ma nessuno gli crede.
Al ritorno a casa, i gemelli pretendono la verità dal nonno, il quale ammette che Anna sia scomparsa, e che la donna vista da Mauro nella soffitta non fosse Anna, bensì il suo doppelgänger malvagio, che Thomas aveva imprigionato per non nuocere. Il rapitore più indiziato è Albert, che il nonno ritiene responsabile di aver posizionato ad arte l'auto uscita di strada per sviare le ricerche di Anna, e di cui i gemelli hanno trovato sospetta la riluttanza a farli entrare nel rifugio. I ragazzi decidono quindi di tornare in quel luogo, dove scoprono copiose macchie di sangue, fotografie di Anna e l'altro suo orecchino. Mentre sono all'interno vengono sorpresi da Albert, che li minaccia con un fucile. A salvarli sopraggiunge il nonno, che aveva seguito i propri nipoti e riesce a mettere KO la guardia forestale; egli nega di aver fatto alcunché ad Anna, ma viene arrestato con l'accusa di omicidio.
Intanto Lukas viene sorpreso nuovamente dal suo doppelgänger: dopo aver tentato un'ultima volta di sfuggirgli, ha la peggio e viene ucciso a martellate. Il sosia malvagio prende il posto di Lukas e subentra nella vita di quest'ultimo.
- Durata: 51 minuti

## I padri
- Diretto da: Fabio Mollo
- Scritto da: Ezio Abbate, Ivano Fachin, Giovanni Galassi, Tommaso Matano, Ilaria Castiglioni (soggetto); Tommaso Matano (sceneggiatura)

### Trama
L'arresto di Albert riaccende l'antico odio verso i Raina da parte degli abitanti di Curon i quali, riuniti in chiesa per la festività dello scheibenschlagen, si schierano compatti nel ritenere Albert innocente e nel difendere la famiglia Asper; Micki aggredisce Daria, segnando la fine del loro rapporto; il noleggiatore delle barche accusa Thomas di aver nuovamente "rotto l'equilibrio", e profetizza che il lago non si placherà finché l'ultimo Raina non sarà morto. Micki e Giulio, tuttavia, smettono di difendere il padre quando entrano nel rifugio e vedono con i loro occhi il coltello insanguinato.
Nel frattempo anche i gemelli si trovano a dover prendere posizione sulla condotta del proprio padre Pietro, da cui Anna stava scappando: presentatosi improvvisamente all'albergo, viene scacciato in malo modo da Thomas per il suo passato di violento ed alcolista, ma tenta comunque di riallacciare un rapporto con i propri figli.
Il malvagio Lukas, intanto, inizia a vendicarsi delle ingiustizie subite fino ad allora: avvelena il gatto di casa, a cui suo padre rivolgeva più attenzioni che a un figlio, intimidisce coloro che in precedenza lo bullizzavano, e nella sera della festa offre agli amici una trasgressiva serata di bevute con barili di alcool trafugati dall'emporio del padre. Durante il falò del fantoccio, si apparta con Micki e le rivela i suoi veri sentimenti, ma quando viene respinto tenta di stuprarla: solo il fortuito arrivo di Mauro le consente di scappare. Nella serata nasce un legame tra Daria e Giulio, accomunati dal desiderio di evasione da Curon, e tra Mauro e Micki, accomunati dal sentimento di delusione verso il proprio genitore.
Nella notte Lukas appicca il fuoco all'albergo dei Raina: i gemelli riescono a portare in salvo il nonno, ma una volta fuori dall'edificio si trovano di fronte Anna. Lo spavento per la visione della donna (ormai creduta morta) è tale che l'anziano Thomas viene colpito da un infarto.
- Durata: 41 minuti

## La maledizione
- Diretto da: Lyda Patitucci
- Scritto da: Ezio Abbate, Ivano Fachin, Giovanni Galassi, Tommaso Matano, Ilaria Castiglioni (soggetto); Ezio Abbate (sceneggiatura)

### Trama
Thomas viene ricoverato in ospedale e riesce a sopravvivere. La ricomparsa di Anna scagiona Albert, che viene rilasciato dalla polizia, ma i figli Giulio e Micki continuano a guardarlo con distacco e sospettano che non sia il loro vero padre: si apprende che il loro sospetto è fondato, e che un doppelgänger ha ucciso e sostituito Albert già da molti anni. I gemelli sono riuniti con Anna, ma Mauro cova un simile sospetto (ritiene che quella che ha fatto ritorno sia il doppelgänger che si trovava in soffitta e non la loro vera madre). La conferma arriva quando la donna prepara ai figli un dolce alle nocciole, alimento a cui Mauro è allergico: i gemelli ne deducono che la vera Anna è viva e ha suggerito la ricetta al suo sosia appositamente per far capire ai figli che si tratta di un impostore.
Intanto Lukas continua a fare sgradevoli avances a Micki, così il fratello Giulio decide di recarsi a casa del ragazzo per dargli una lezione. Il cane di Giulio, però, riporta alla luce da sottoterra il cadavere del vero Lukas, palesando il fatto che quello vivo sia un doppelgänger.
Dall'ospedale, il nonno rivela ai nipoti che le ombre emergono dal lago quando la parte malvagia di una persona prende il sopravvento su quella buona, e rivela di aver tenuto rinchiuso in soffitta il doppelgänger di Anna perché pensava di poterlo controllare. Il doppio di Anna, che si scopre responsabile dell'omicidio della nonna Lili, tiene la vera Anna prigioniera in un luogo segreto; nel frattempo si vendica dei maltrattamenti subiti dall'ex compagno Pietro attirandolo in un tranello e uccidendolo; infine si incontra e si bacia con Albert, sua vecchia fiamma giovanile. La moglie Klara, che pedinava il marito perché gelosa di Anna, è accecata dalla scoperta del tradimento, imbraccia un fucile ed è sul punto di sparare ai due; infine ci ripensa, ma viene colta da un forte mal di testa e sente il fatale rintocco delle campane. I giovani Raina, decisi a ritrovare la loro vera madre, e i giovani Asper, che credono di poter ritrovare il loro vero padre, capiscono che l'unico luogo dove essi possono essere tenuti prigionieri è il Pian dei Morti, un labirintico bunker della seconda guerra mondiale.
- Durata: 42 minuti

## I lupi
- Diretto da: Lyda Patitucci
- Scritto da: Ezio Abbate, Ivano Fachin, Giovanni Galassi, Tommaso Matano, Ilaria Castiglioni (soggetto); Ivano Fachin, Giovanni Galassi, Tommaso Matano (sceneggiatura)

### Trama
Con una scusa, i gemelli riescono a rinchiudere in soffitta l'ombra della madre, e si mettono in cammino insieme a Giulio e Micki verso Pian dei Morti. Klara si barrica in casa con Albert nel tentativo di fermare il doppelgänger in arrivo: il marito riesce a uccidere l'ombra, salvando la vita di Klara, ma poi le rivela di non averla mai amata e la lascia per ricongiungersi ad Anna, suo vero amore. Il nonno viene dimesso dall'ospedale e mette sotto tortura il sosia della soffitta per sapere dove nasconde la vera Anna, mentre il suo amico va nei boschi per cercare i gemelli.
Il padre di Lukas, allarmato per il cambiamento del figlio, chiama il parroco Luigi per far visitare il ragazzo, ma questi lo tratta con benevolenza e lo giustifica. Quindi Lukas si reca nei boschi, dove riesce a imprigionare i ragazzi, li cosparge di benzina e minaccia di dar loro fuoco (sia per vendicarsi dei torti subiti da Micki e Giulio, sia perché hanno scoperto la sua natura di ombra); viene però fermato dall'amico del nonno, che riesce a uccidere Lukas ma ne riceve ferite mortali.
I ragazzi passano la notte in una capanna. Klara, rimasta sola, viene inaspettatamente raggiunta dal doppelgänger (che credeva non potesse più nuocerle), e si rassegna a morire ed essere sostituita. Albert libera il doppio di Anna: i due rinchiudono il nonno con un lupo per farlo sbranare, e si mettono in viaggio verso Pian dei Morti per riprendersi i ragazzi.
- Durata: 49 minuti

## Il labirinto
- Diretto da: Lyda Patitucci
- Scritto da: Ezio Abbate, Ivano Fachin, Giovanni Galassi, Tommaso Matano, Ilaria Castiglioni (soggetto); Ezio Abbate (sceneggiatura)

### Trama
Il nonno Thomas, dopo un lungo duello a mani nude contro il lupo, al mattino riesce a liberarsi e parte per i boschi insieme al sosia di Klara, alla ricerca dei rispettivi parenti. I ragazzi, ripresa la marcia, arrivano al Pian dei Morti poco dopo Albert e l'ombra di Anna. La vera Anna, tenuta prigioniera nel bunker, è nel frattempo riuscita a liberarsi dalle catene e sta cercando una via di uscita.
Dopo un lungo vagare per i corridoi del labirinto, tutti i personaggi si incontrano e ciascuna delle due Anna sostiene di essere la vera madre dei gemelli, che non sanno a chi credere. All'arrivo di Albert, l'ombra di Anna lo esorta a sparare alla vera Anna. Ma la guardia forestale, in preda a una crisi di identità e resosi conto di non essere pienamente felice nemmeno con la nuova compagna, spara alla rinfusa sulle due donne e poi si suicida. Anna muore sul colpo, mentre il doppelgänger sopravvive e scappa; i gemelli la inseguono fino a un burrone, dove Daria è abbindolata dalle promesse di una vita felice e tentata di tenerla in vita, ma infine la lascia precipitare nel vuoto, uccidendola.
In quel momento sopraggiungono il nonno, che riporta i ragazzi al paese, e il sosia di Klara, che spegne le speranze dei figli di rivedere il vero padre, rivelandogli che Albert fosse morto e sostituito dal doppelgänger già prima della loro nascita. Micki, presa dai sensi di colpa per aver vissuto a lungo con un mostro e non aver mai fatto niente, viene colta da un forte mal di testa; lo stesso accade a Daria, che si sente in colpa per non aver riconosciuto la sua vera madre nel loro ultimo, breve incontro. I doppelgänger delle due ragazze tentano di uscire dal lago, ma per ora sono bloccati dalla superficie ghiacciata. La comunità di Curon piange i suoi morti e promette vendetta contro i Raina, considerati colpevoli del "risveglio del lago".
- Durata: 48 minuti